# Absolute Music 17
Absolute Music 17 er en kompilation i serien Absolute Music udgivet den 7. maj 1998.

## Spor
1. All Saints – "Never Ever"
2. Ace Of Base – "Life Is A Flower"
3. Aqua – "Doctor Jones"
4. Espen Lind – "When Susannah Cries"
5. Natalie Imbruglia – "Torn"
6. PM Dawn feat. Ky-Mani – "Gotta Be...Movin' On Up"
7. Spice Girls – "Stop"
8. Anouk – "Nobody's Wife"
9. D:A:D – "Home Alone 4"
10. Sunzet – "You To Me Are Everything"
11. Eagle-Eye Cherry – "Save Tonight"
12. Colorblind – "Sentimental Fool"
13. Backstreet Boys – "All I Have To Give"
14. Zindy – "Round'n'Round"
15. Cleopatra – "Cleopatra's Theme"
16. Boyzone – "Baby Can I Hold You Tonight"
17. Janet Jackson – "Together Again"
18. The Rapsody feat. Warren G & Sissel – "Prince Igor"